# ارگو آرنا
ارگو آرنا (انگلیسی: Ergo Arena) در لهستانی هلا گدانسک-سوپوت ورزشگاه سالنی چند منظوره‌ای در مرز بین دو شهر گدانسک و سوپوت با ظرفیت ۱۵٬۰۰۰ نفر است.
در نوامبر ۲۰۱۱ اولین اتفاق بزرگ این سالن با کنسرت لیدی گاگا رقم خود. ارگو تا به حال میزبان رویدادهای بزرگی همچون بازی‌های المپیک تابستانی ۲۰۱۲، قهرمانی والیبال اروپا ۲۰۱۳، قهرمانی دوومیدانی جهان ۲۰۱۴، لیگ جهانی ۲۰۱۳ و والیبال قهرمانی جهان ۲۰۱۴ بوده است. اجراهای رامشتاین، آزی آزبورن، ژان میشل ژار، خوزه کارراس، آیرن میدن، بک‌استریت بویز و پت شاپ بویز از جمله کنسرت های مطرح برگزار شده در ارگو آرنا بوده است.

## نگارخانه

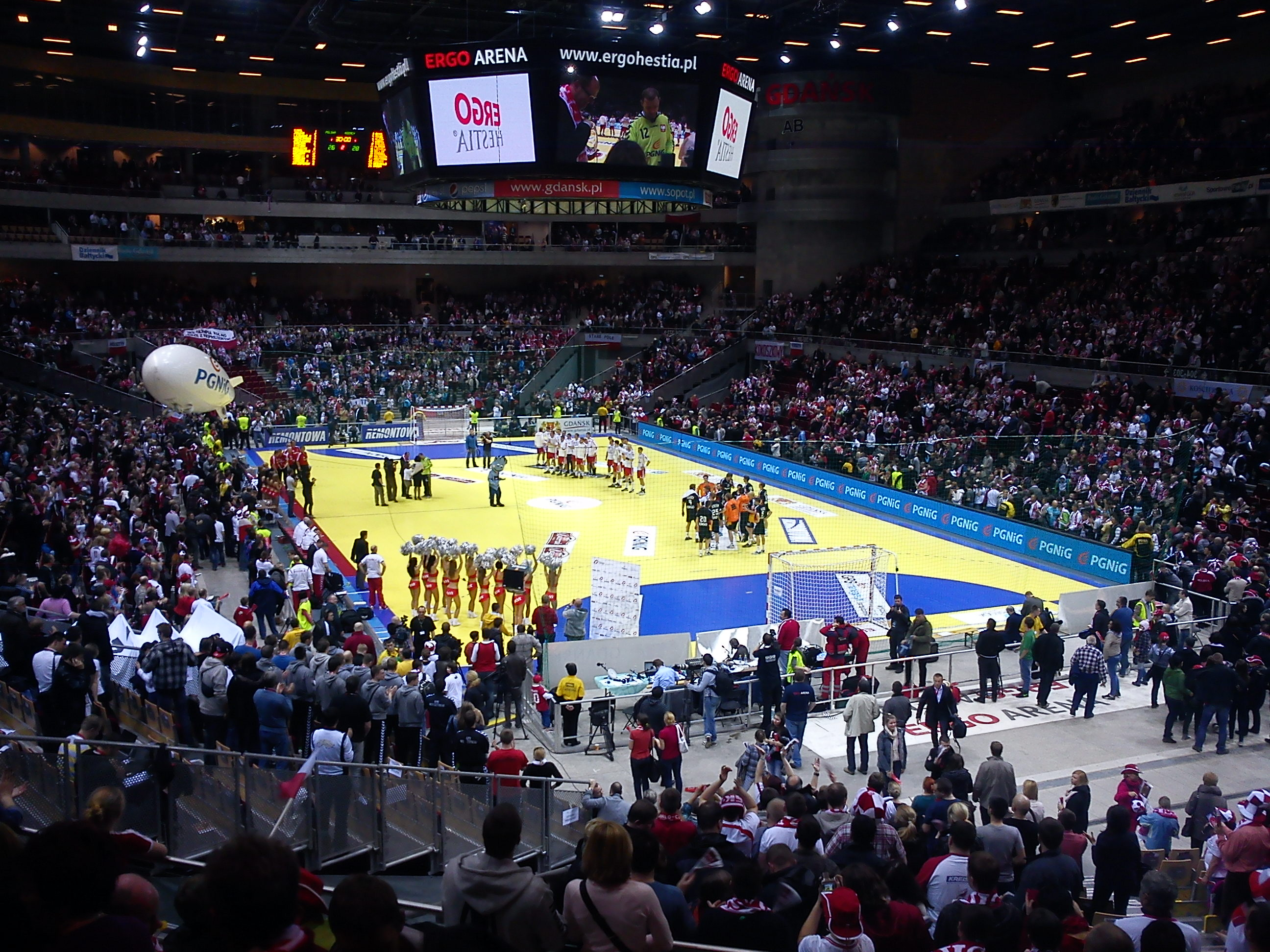
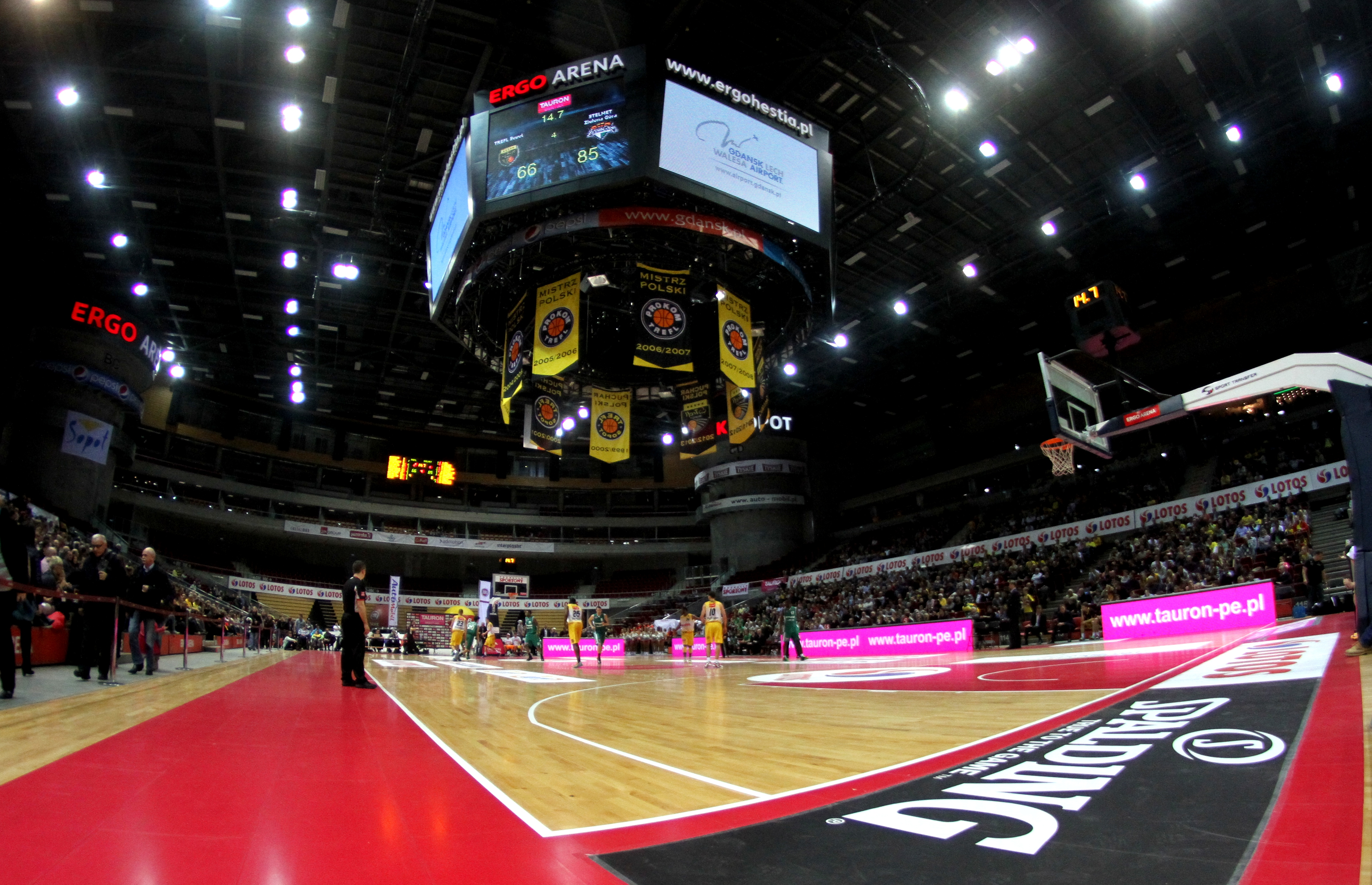
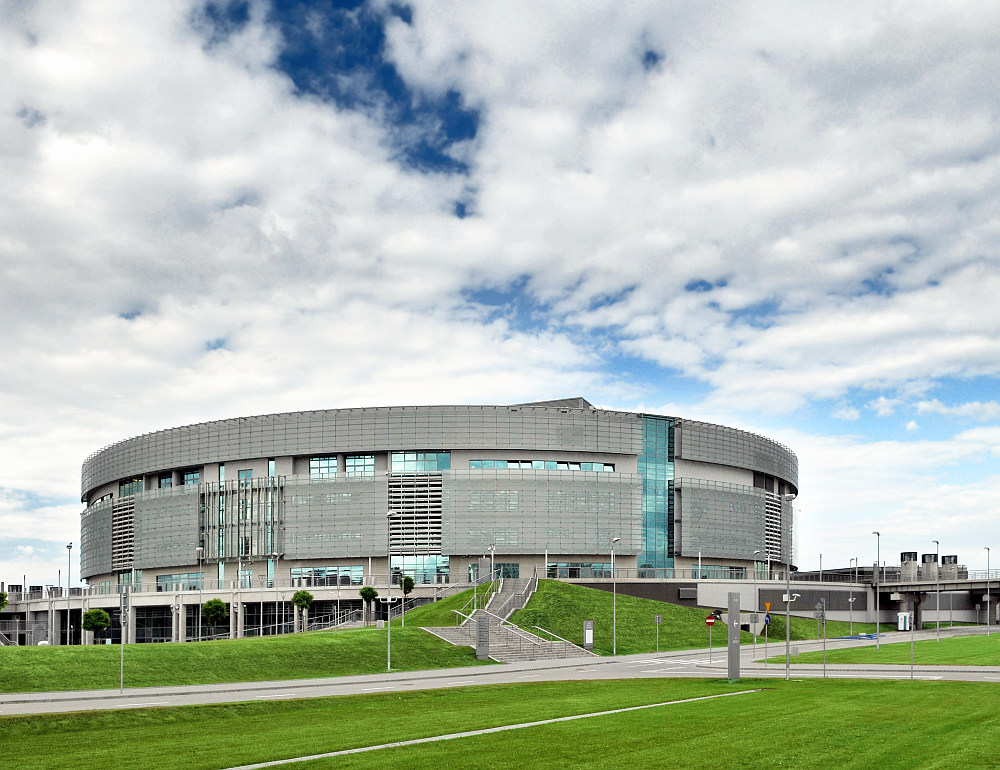
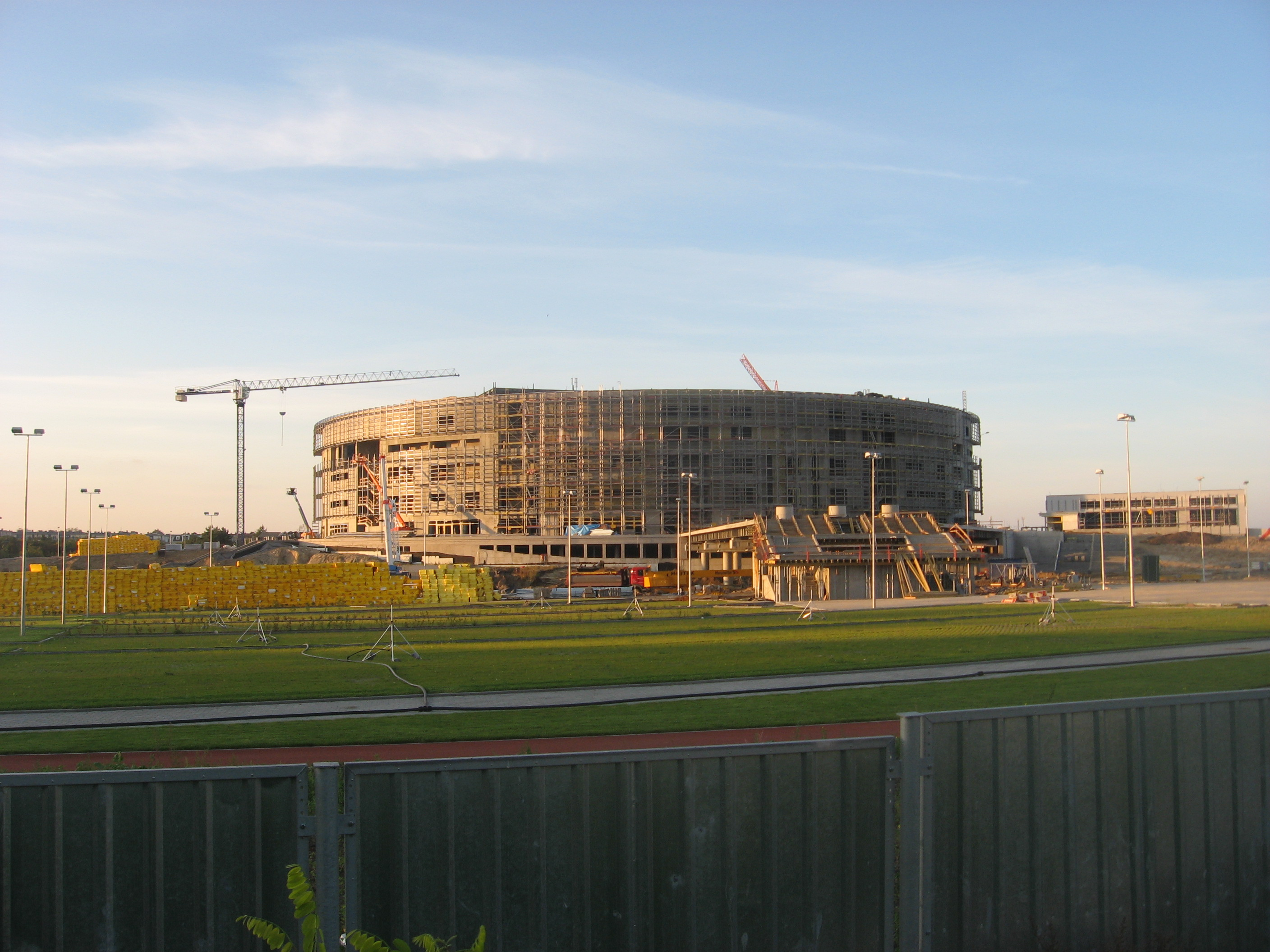